# Требра
Требра (њем. Trebra) општина је у њемачкој савезној држави Тирингија. Једно је од 50 општинских средишта округа Кифхојзер. Према процјени из 2010. у општини је живјело 305 становника. Посједује регионалну шифру (AGS) 16065075.

## Географски и демографски подаци
Требра се налази у савезној држави Тирингија у округу Кифхојзер. Општина се налази на надморској висини од 260 метара. Површина општине износи 7,9 km². У самом мјесту је, према процјени из 2010. године, живјело 305 становника. Просјечна густина становништва износи 38 становника/km².